# Ford Granada
Ford Granada (укр. Форд Гранада) (названий на честь андалузького міста Гранада) — дві зовсім різні моделі; один для Північної Америки, другий для Європи компанії Ford. Гранада стала правонаступником Форда 20M/26M серії P7. У США продавалася модель з таким ім'ям, але з європейським автомобілем він не мав нічого спільного.
Паралельно з європейською Гранадою виготовлялася аналогічна модель Ford Consul, спадкоємець Форда 17М (Р7). Гранада відрізнялася від Форда Консула ґратами радіатора, багатшим устаткуванням і двигунами та була спрямована на вищий клас, в той час як Консул мав простіші комплектації і був спрямований на середній клас покупців. Форд Гранада і Консул продавалися спільно до початку 1975 року після чого ці дві моделі об'єднали в одну.
У той час як Форд Консул був наступником Ford 17М в першу чергу з чотирьох-циліндровими двигунами, Ford Granada була набагато краще оснащена і до 1975 року була доступна тільки з двигунами V6. Виняток становить спеціальна модель Consul GT, в якій були запропоновані двигуни V6 об'ємом 2,3 і 3,0 літра.
Варіант Granada Sports купе, який з’явився у 1977 році, запропонував покращену комплектацію. Моделі Sports Coupe і S постачались з надміцною підвіскою, стилізованими сталевими колесами, унікальними розділовими смугами кузова та окремими сидіннями. Модель ESS (Європейський спортивний седан), яка випускалась з 1978 по 1980 рік, замінила моделі Sports Coupe і S. Моделі Sports Coupes і ESS, оснащені окремими сидіннями, можна визначити за наявністю літери «Р» на наклейці даних автомобіля та краю двері водія. Моделі, також, мали затемнене хромування.

## Ford Granada для європейського ринку

### Перше покоління (1972-1977)

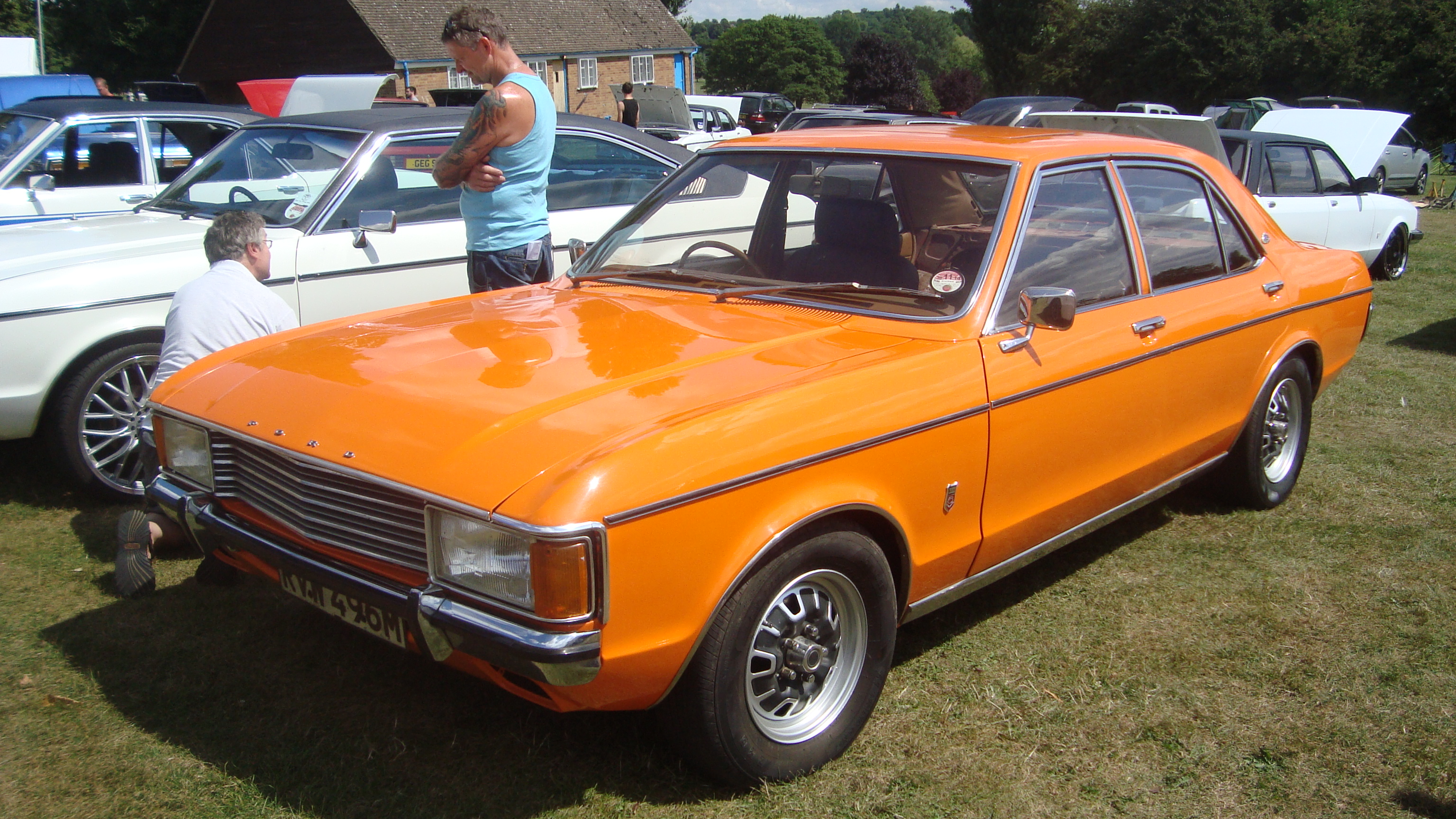
Ford Granada 1 (1972-1977)

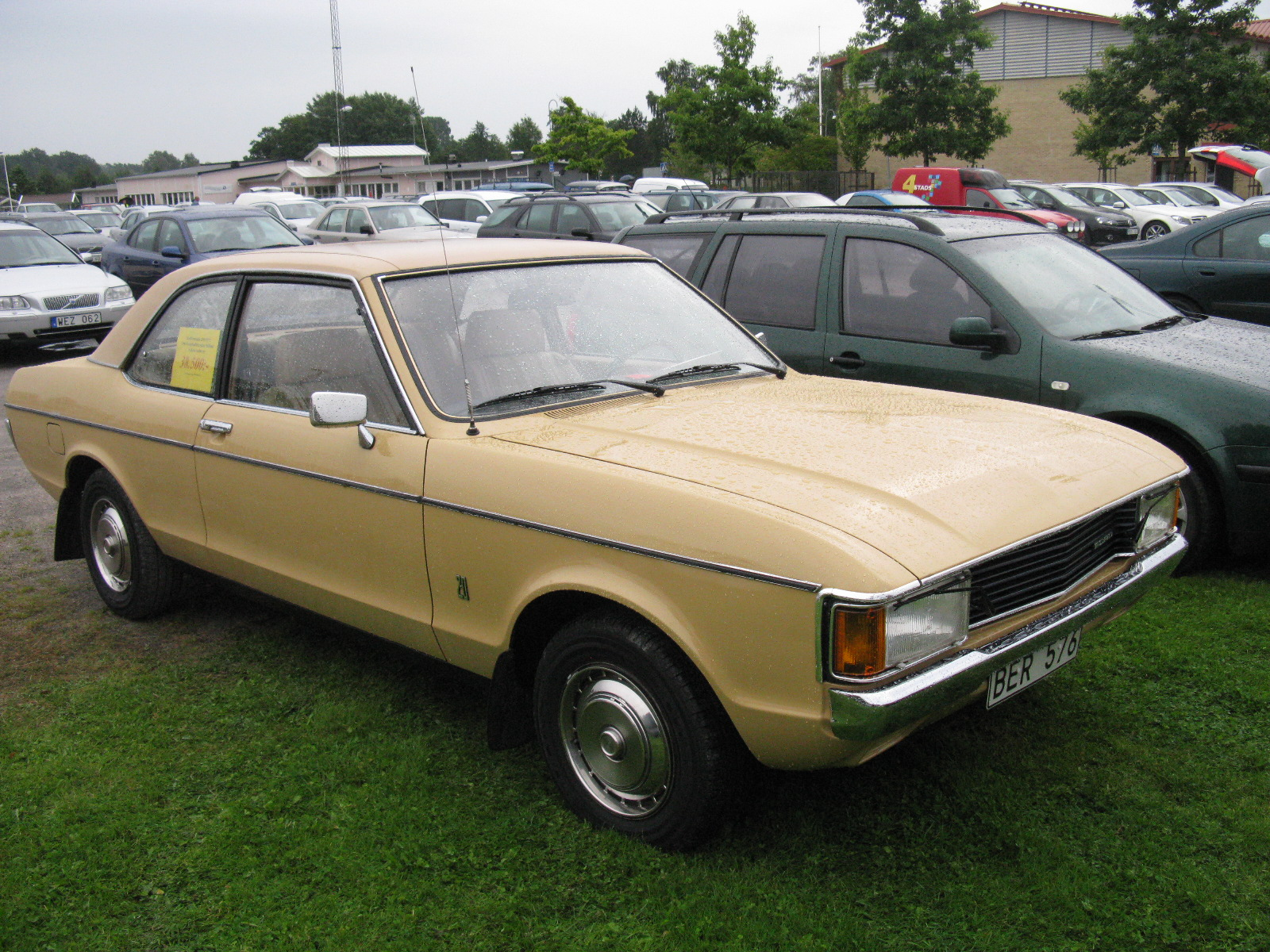
Ford Granada 1 (1972-1977)

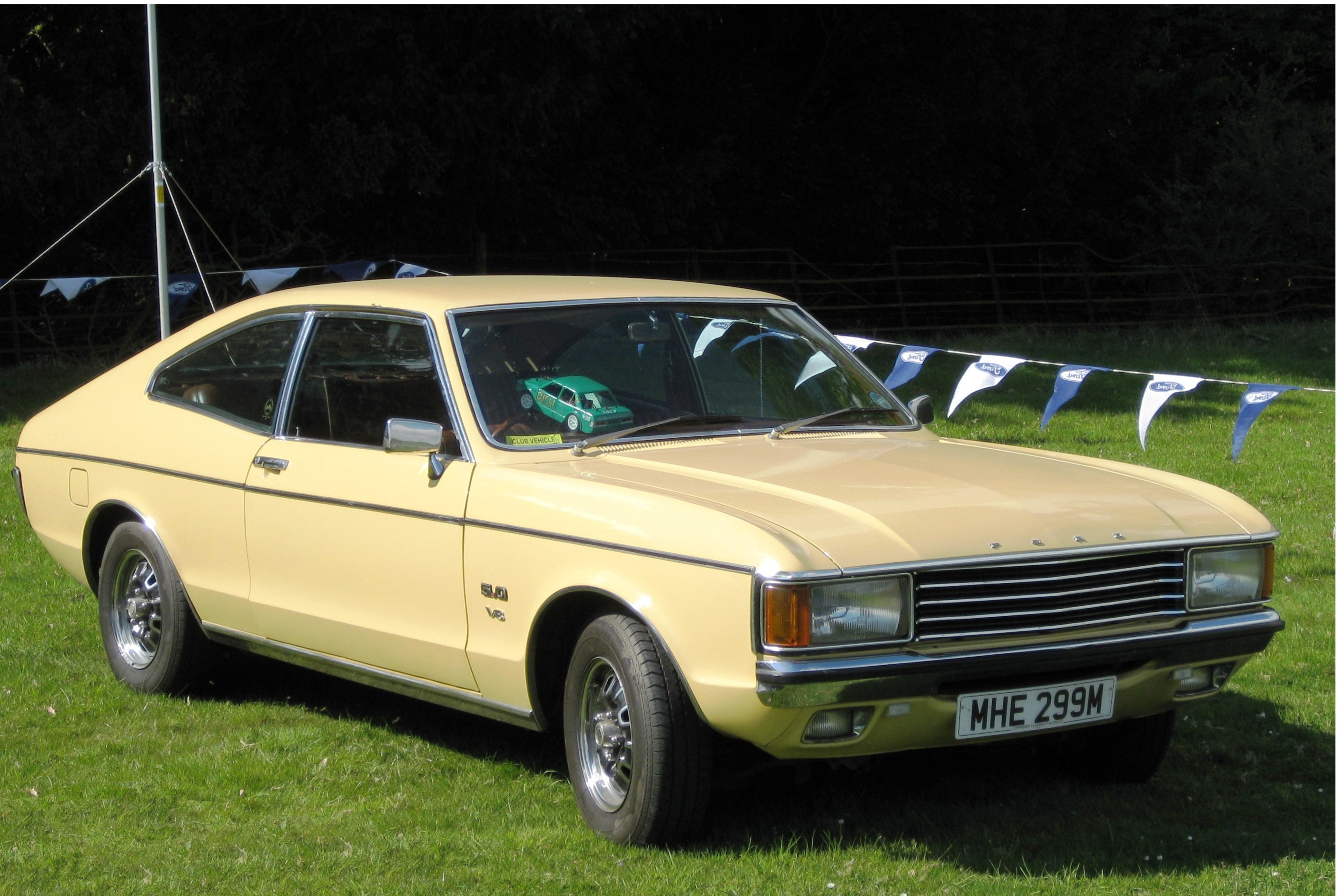
Ford Granada Coupe

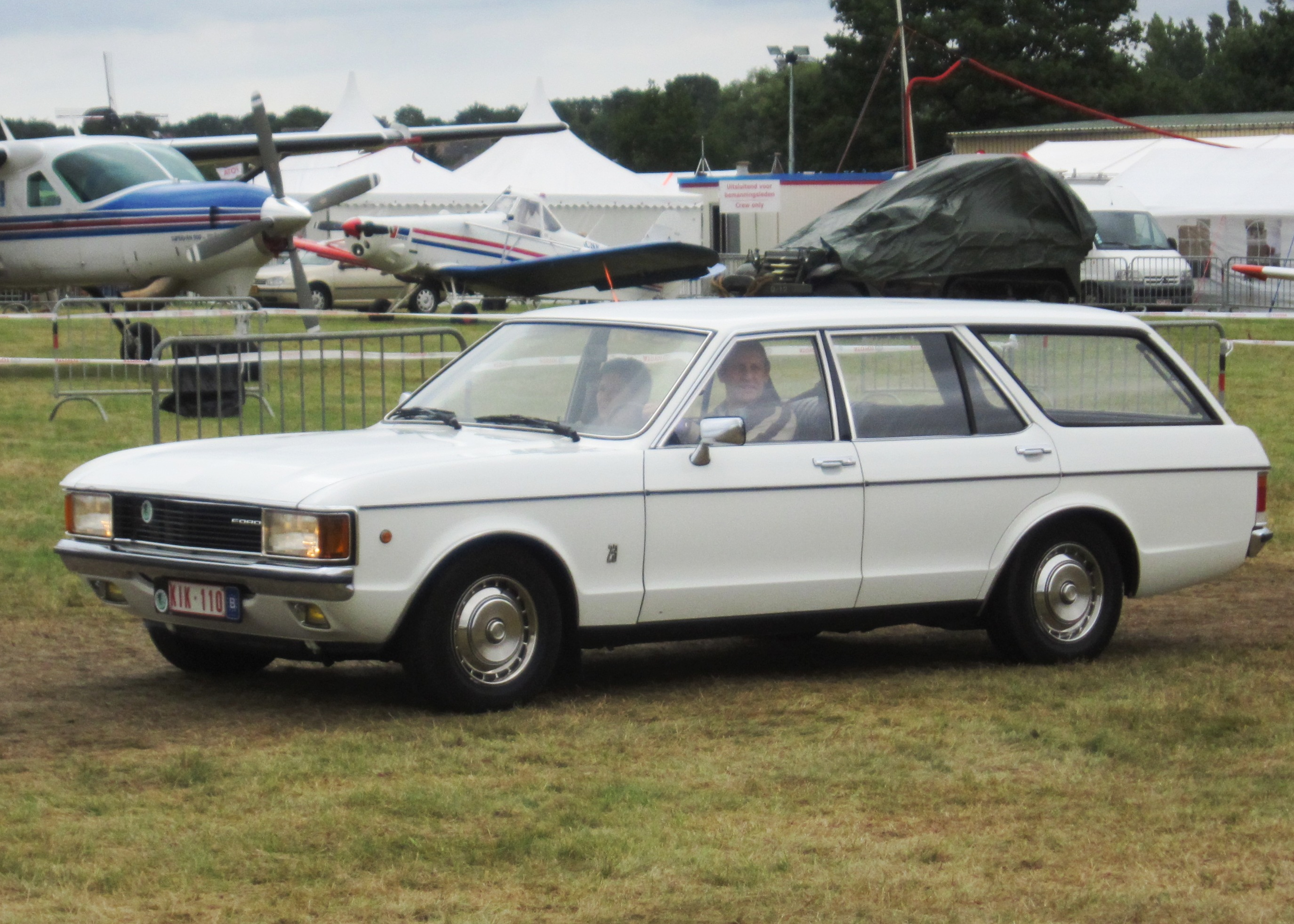
Ford Granada І Turnier

У 1972 році на зміну модельного ряду Consul/Zephyr/Zodiac приходить Granada. Автомобіль був представлений декількома видами кузовів: двох- і чотиридверний седан, чотиридверний універсал Granada Turnier і двохдверна Granada Coupe з великою кількістю хромованих деталей. Авто дешевої комплектації до 1975 року називалися Consul.

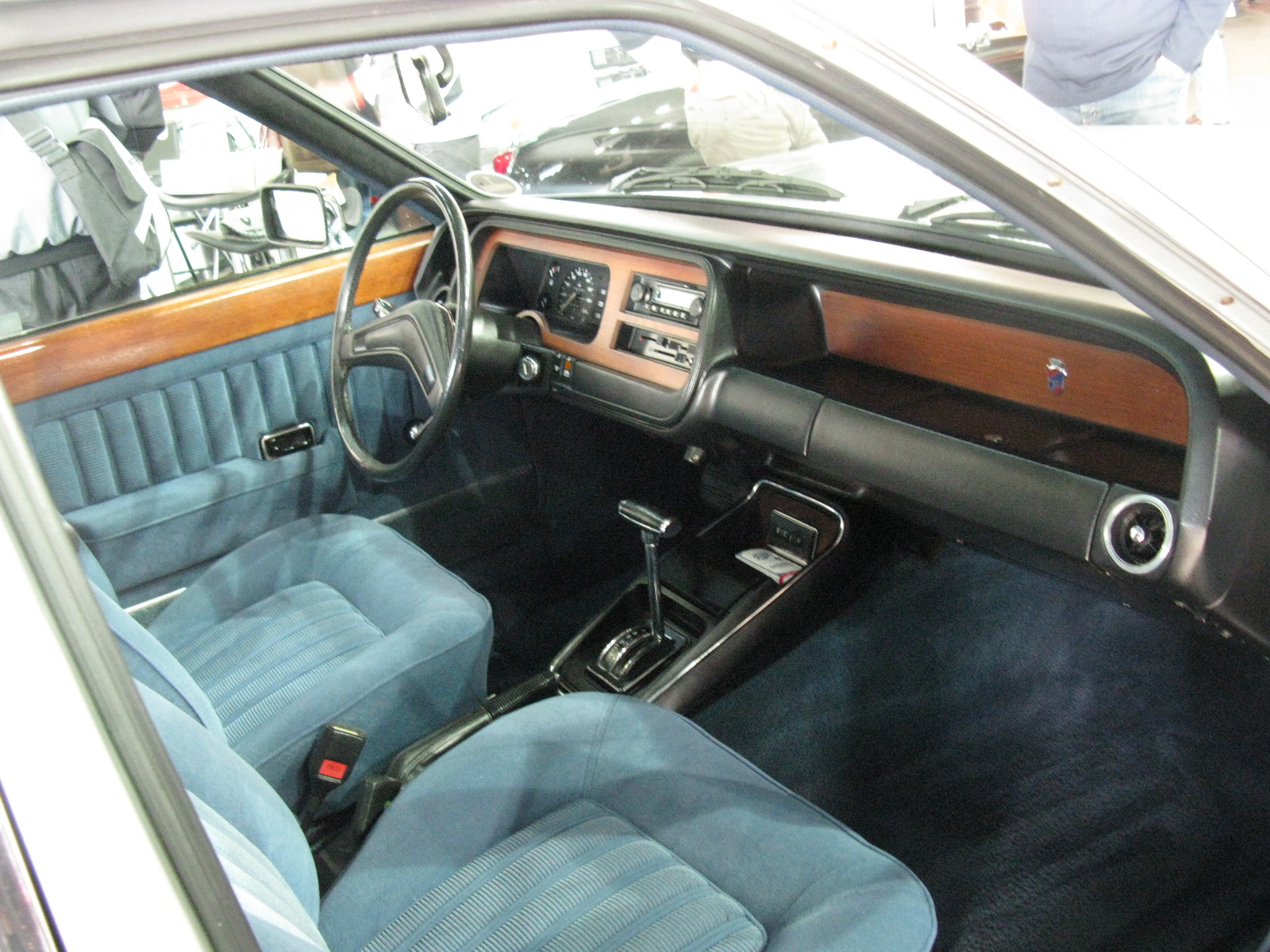

У порівнянні з ним Granada була просто розкішною. У комплектації Ghia просторий салон поєднувався з не менш вишуканою начинкою: V-подібний, шестициліндровий двигун з механічно уприскуванням забезпечував потужність в 160л.с .; дерев'яні панелі, електричні склопідйомники і сидіння, кондиціонер, люк і гідропідсилювач керма, хромована фальшрадіаторная грати.
У базовій версії конструктори обійшлися без жодних надмірностей: пластиковий салон, як правило рядний двигун об'ємом 2 літри.
Комплектація L пропонувала гідропідсилювач керма і тканинну оббивку дверей. Опціонально - люк на два положення.
GL відрізняли: велюровий салон (двері, крісла, стеля), накладка під дерево на приладовій панелі, тахометр, вольтметр, манометр масла, блок контрольних ламп, чотири індивідуальних плафона підсвічування для кожного пасажира, центральний замок, люк, суцільнометалеві бампера, широкі молдинги з блискучою вставкою, тоновані стекла. Опціонально кондиціонер (на 2.8), переднє електроскло, додаткова оптика.
На Granada першого покоління встановлювався 6-циліндровий двигун об'ємом від 2,3 до 3,0 л.
У 1975 році модель піддалася модернізації. Була оновлена гамма двигунів, решітка радіатора і усунені недоліки, що виявилися за три роки випуску.
Універсал був обладнаний люком, склопідйомниками, і рульовим приводом з підсилювачем. До модельного ряду L і GL, була додана так звана модель S, яка була спортивним виконанням, щоб замінити Ford Consul GT, і мала більш жорстку підвіску, алюмінієві диски коліс, 3.0 L двигун і спортивне рульове колесо.
Представницька модель Ford Granada Ghia, в 1975 році була обладнана алюмінієвими дисками коліс, і чорною передньою решіткою.
Автомобіль отримав велике поширення в Європі, часто використовувався в якості таксі або поліцейської машини.

### Друге покоління (1977-1985)

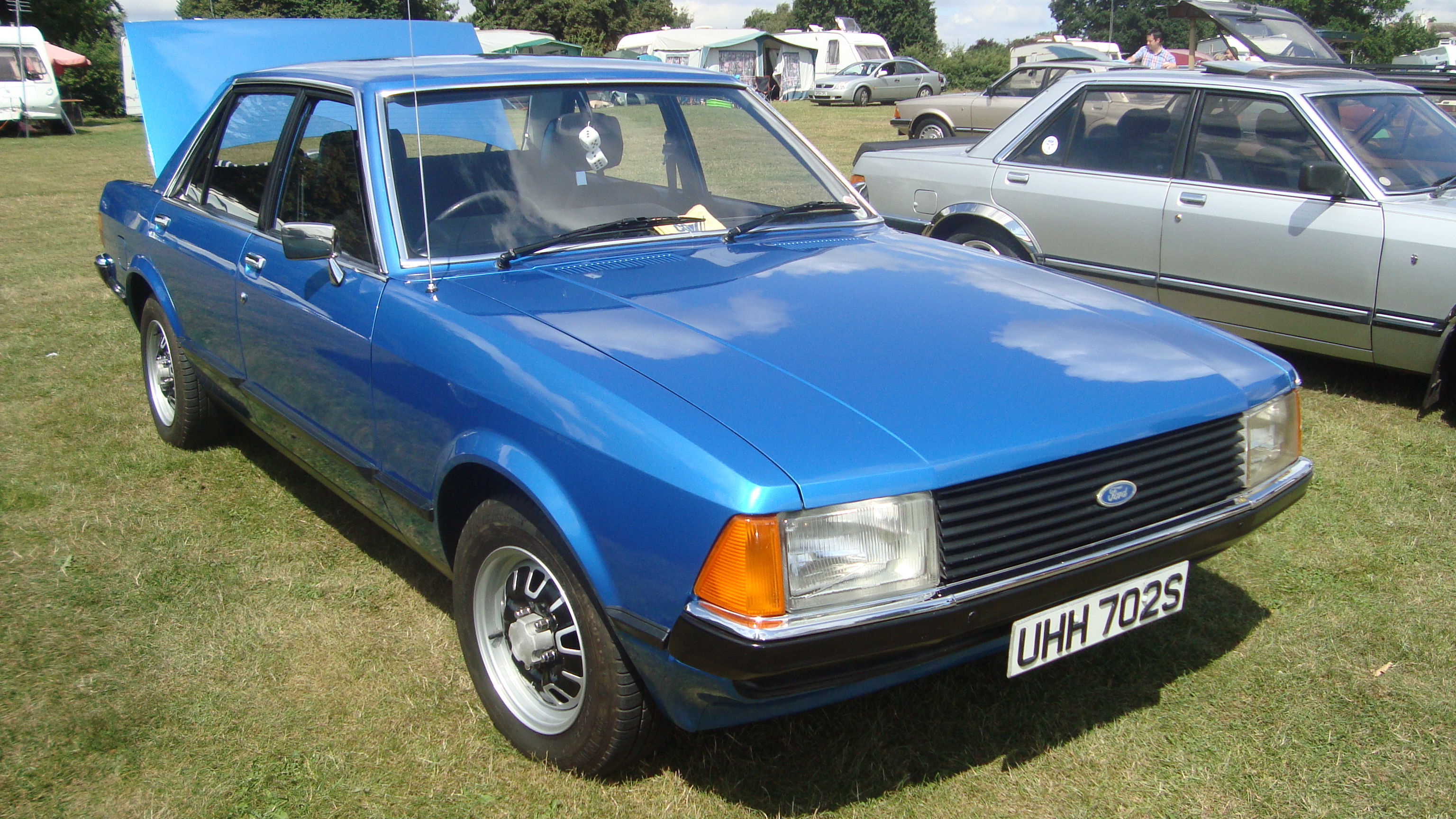
Ford Granada 2 (1977-1982)

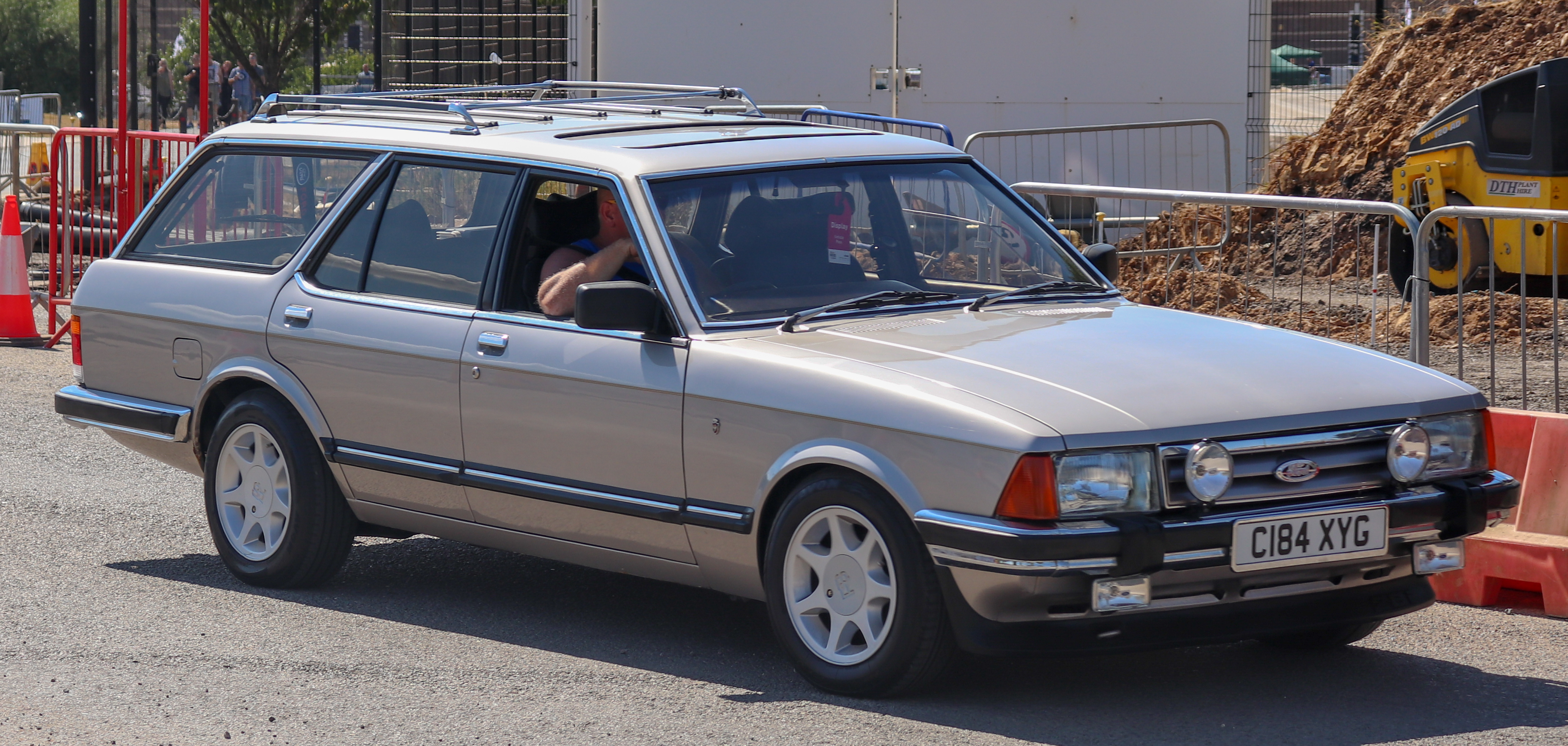
Ford Granada 2 Turnier (1982-1985)

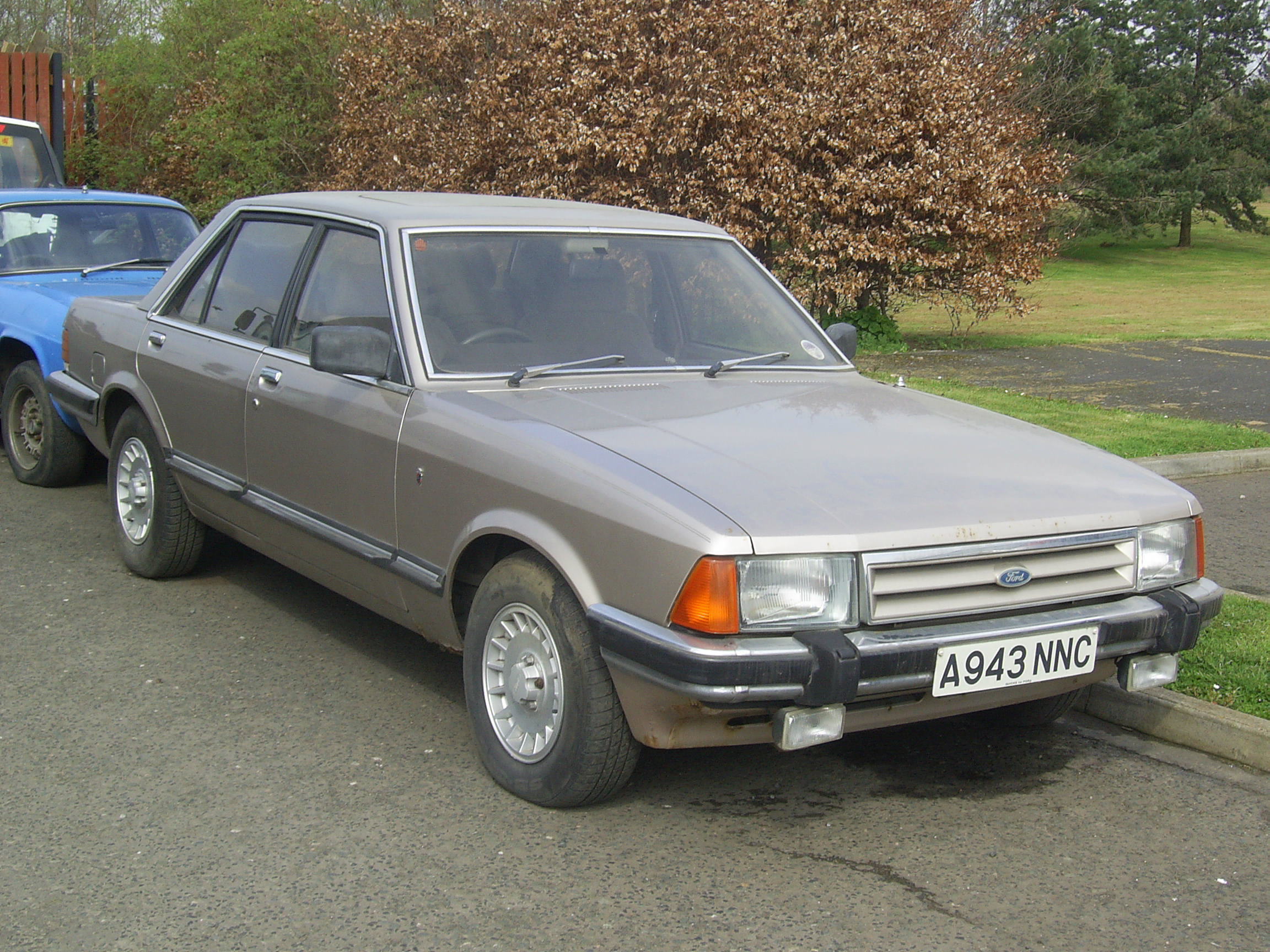
Ford Granada 2 (1982-1985)

Granada I випускалася до 1977 року, коли їй на зміну прийшло друге покоління цієї моделі. Головним чином зміни торкнулися зовнішнього вигляду автомобіля. Новий дизайн відрізнявся прямокутними формами. А ось начинка практично не змінилася.

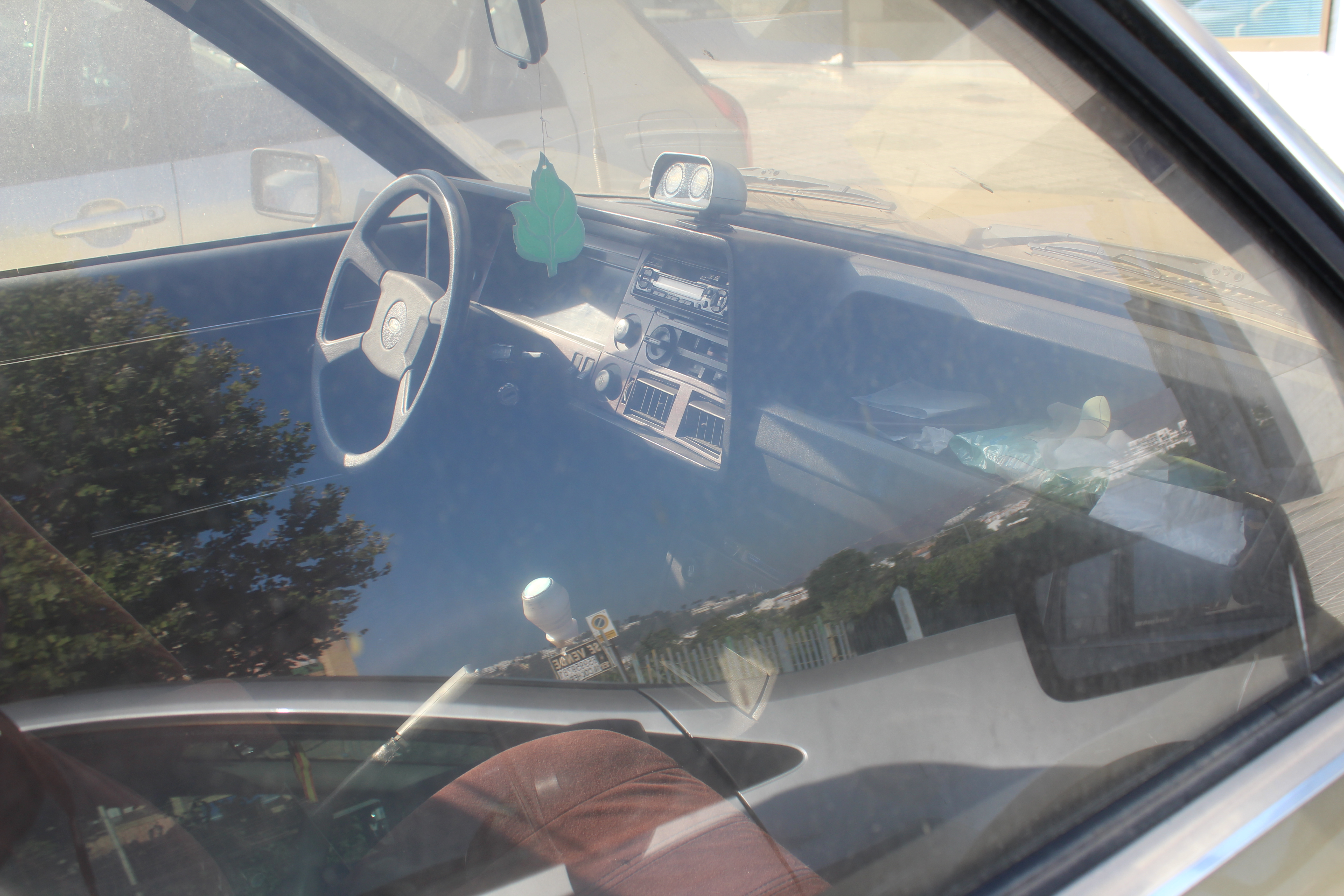

Одночасно з 2-дверним і 4-дверним седаном був початий випуск універсала Granada II Turnier.
Так склалося, що через моду на малолітражні автомобілі Granada II не користувалася великою популярністю. Її виробництво навіть було припинено на короткий термін, але в 1982 році автомобіль знову став випускатися і тепер уже постав на суд покупців після невеликої модернізації. Зміни торкнулися, перш за все, дизайну кузова і салону. З'явилися нові бампери, пластмасові дзеркала в кутах стекол, рифлена задня оптика і деякі інші деталі. Також з 1982 року припинили випуск 2-дверного седана.
У 1983 році з'явилася 5-ти ступінчаста коробка передач і новий 2,5 літровий дизельний двигун потужністю  69 к.с.
На Granada II встановлювалися карбюраторні і інжекторні 4- і 6-циліндрові бензинові двигуни об'ємом від 1,6 до 2,8 л (від 74 до 160 к.с.), а також дизельні двигуни об'ємом 2,1 і 2,5 л (63 і 69 к.с.).
Силові агрегати працювали в парі з механічною або автоматичною трансмісією.
Модельний ряд складався з наступних комплектацій 2.0 L, 2.3 L, 2.1 DL, 2.8 L, 2.8i GL, 2.8i GLS і 2.8i Ghia.
Однак технічний прогрес брав своє і в 1985 році на зміну Granada прийшов Scorpio.

### Двигуни
Бензинові
- 1,6 л I4 OHC	(73 к.с.) 1981–1983
- 1,7 л	V4	(70 к.с.) 1978–1981
- 1,7 л	V4	(75 к.с.) 1972–1981
- 2,0 л I4 OHC	(99 к.с.) 1972–1975
- 2,0 л	V4	(82 к.с.) „Essex“ (для Англії)
- 2,0 л I4	(101 к.с.) з 1981: 105 к.с. (NEK)
- 2,0 л	V6	(90 к.с.) з 1975
- 2,3 л	V6	(108 к.с.) 1972–1983
- 2,3 л	V6	(114 к.с.) 1983–1985
- 2,5 л	V6	(120 к.с.) „Essex“ (для Англії)
- 2,6 л	V6	(125 к.с.) 1972–1977
- 2,8 л	V6	(135 к.с.) карбюратор (1977–1985)
- 2,8 л	V6	(150 к.с.) інжектор (1976–1977)
- 2,8 л	V6	(160 к.с.) інжектор (1978–1981)
- 2,8 л	V6	(150 к.с.) інжектор (1982–1985)
- 3,0 л	V6	(138 к.с.) „Essex“ (1972–1977)

Дизельні
- 1,9 л I4	(54 к.с.) від Peugeot (на експорт)
- 2,1 л I4	(63 к.с.) 1979–1983 від Peugeot
- 2,5 л I4	(69 к.с.) 1983–1985 від Peugeot

## Ford Granada для ринку США

### Перше покоління (1975-1980)

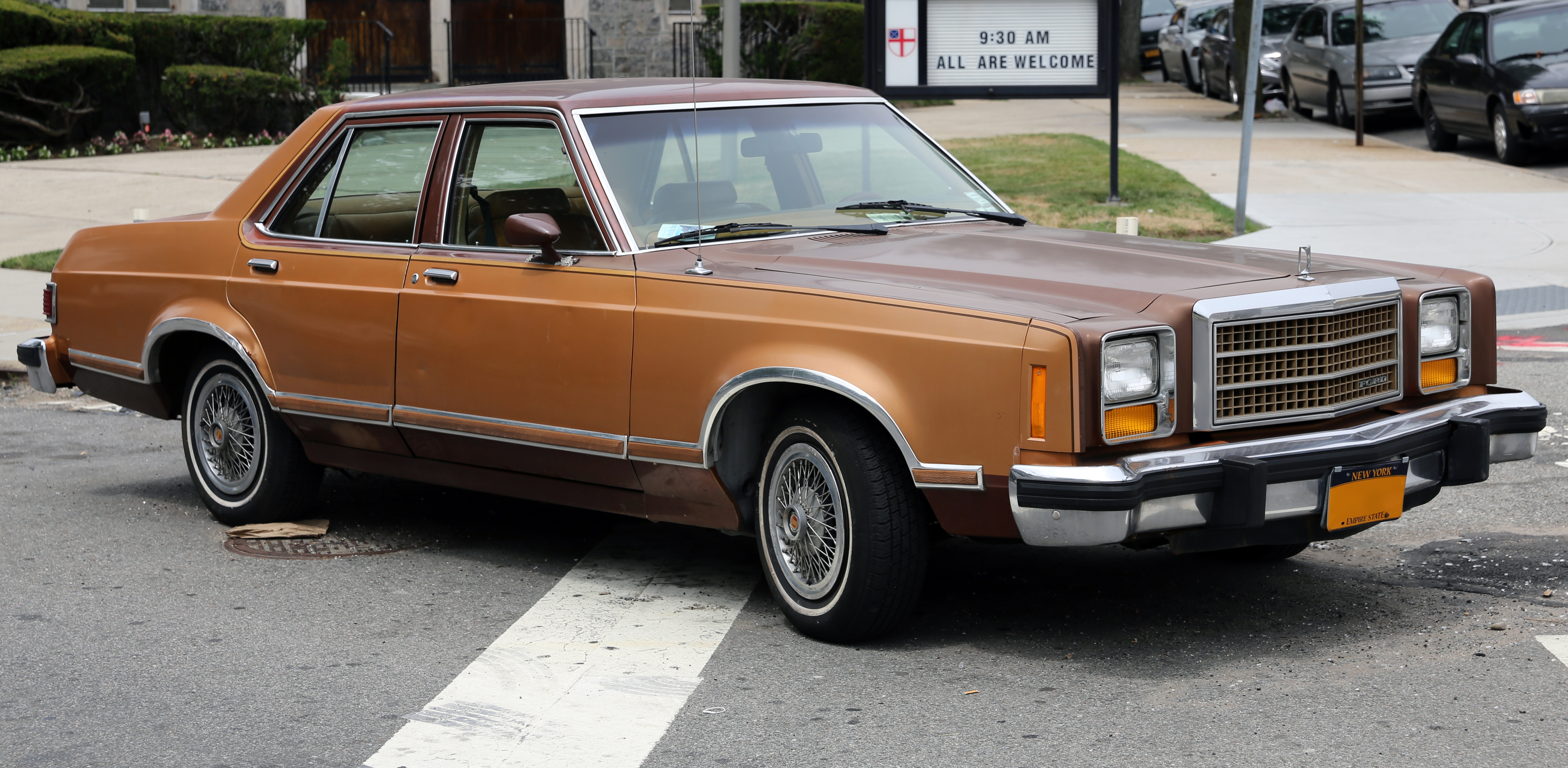
Ford Granada 1 (1975-1980)

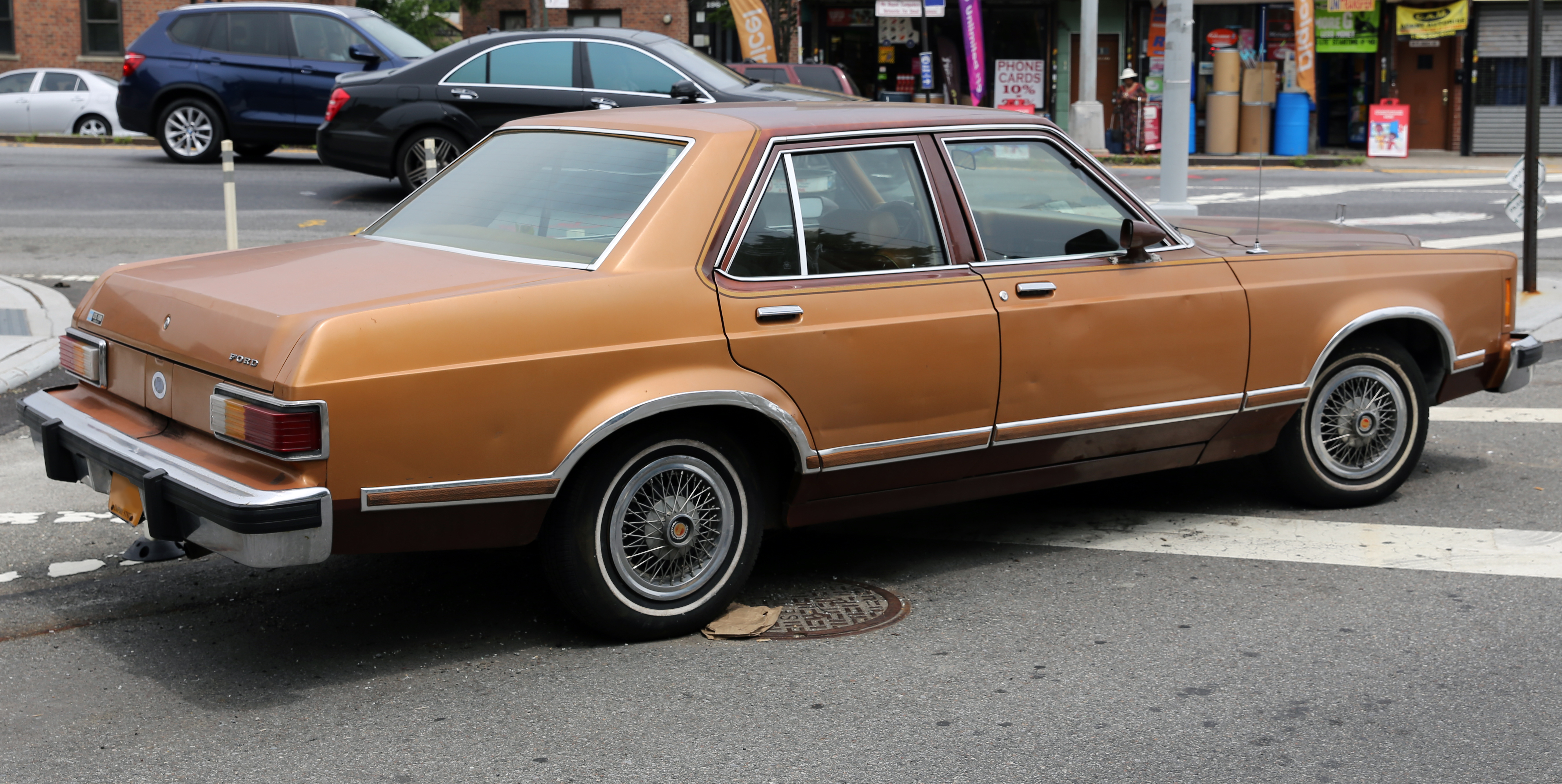

- 3.3 л I6
- 4.1 л I6
- 4.9 л V8
- 5.8 л V8

### Друге покоління (1980-1982)

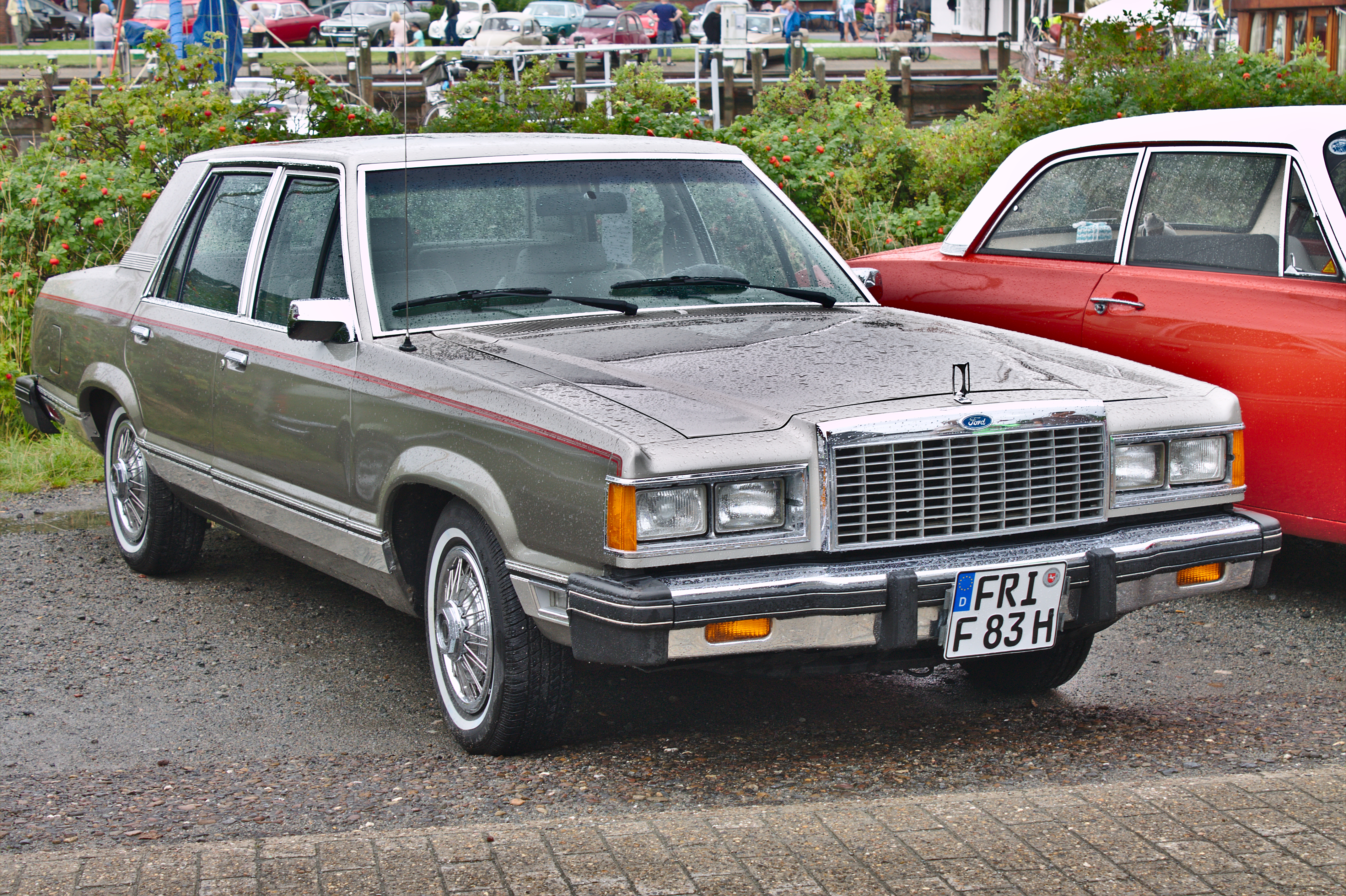
Ford Granada 2 (1980-1982)

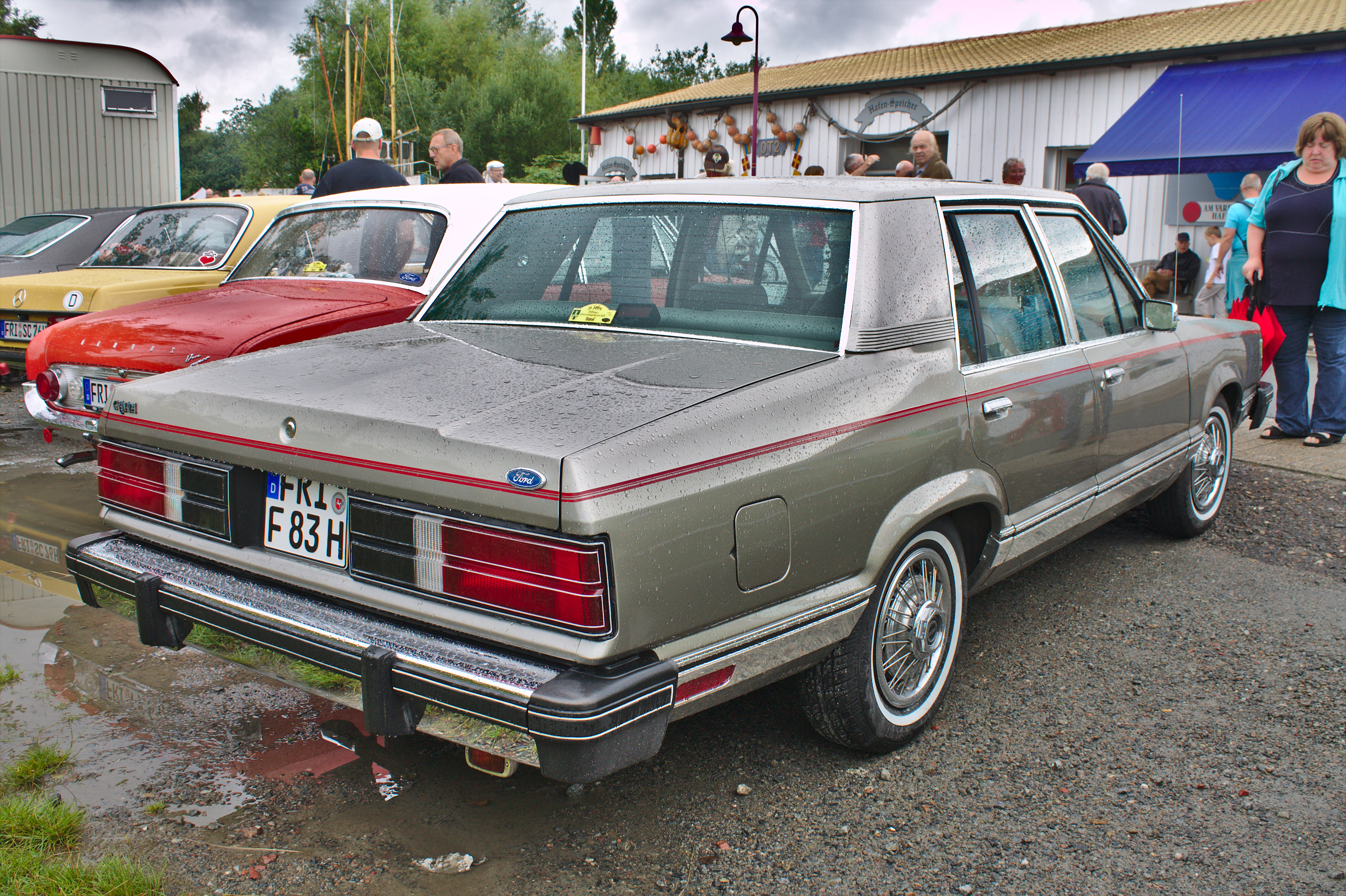

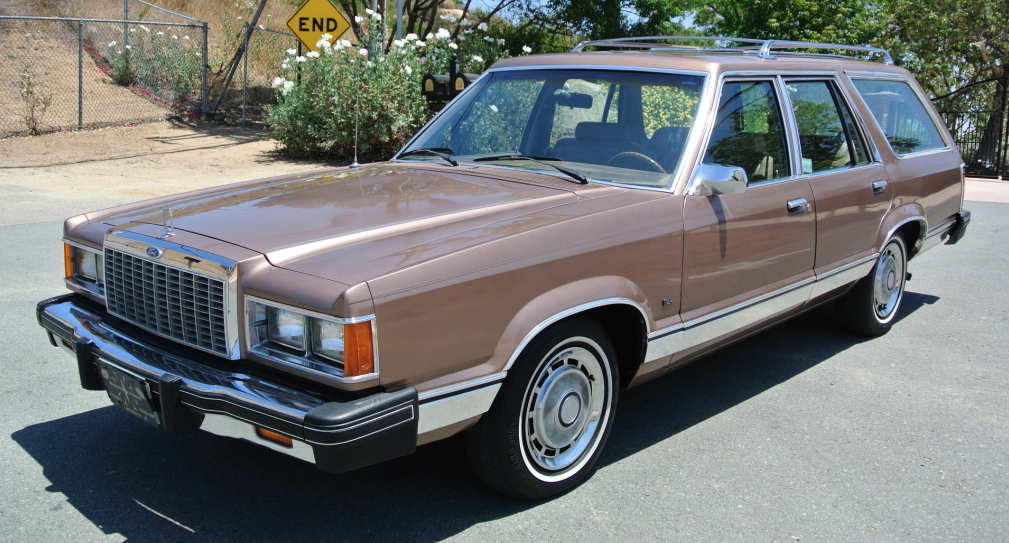
Ford Granada 2 station wagon (1980-1982)

- 2.3 л Lima I4
- 3.3 л Thriftpower Six I6
- 3.8 л Essex V6
- 4.2 л Windsor V8

### Продажі
| Виготовлено автомобілів Ford Granada і Mercury Monarch |              |                 |
| Рік                                                    | Ford Granada | Mercury Monarch |
| 1975                                                   | 302.658      | 103.936         |
| 1976                                                   | 548.784      | 145.823         |
| 1977                                                   | 390.579      | 127.697         |
| 1978                                                   | 249.786      | 91.714          |
| 1979                                                   | 182.376      | 75.879          |
| 1980                                                   | 90.429       | 30.518          |
| Всього                                                 | 1.764.612    | 575.567         |